# Ленитъявин
Ленитъявин (устар. Тлюнть-Яун) — река в России, протекает по Сургутскому району Ханты-Мансийского АО. Устье реки находится в 33 км по левому берегу реки Котингтур. Длина реки составляет 14 км.
Система водного объекта: Котингтур → Пим → Обь → Карское море.
Берёт начало из озера Ленитъявинлор на высоте 75,4 м над уровнем моря. Протекает через ряд озёр, минует зимовку Н. Д. Востокина и впадает в Котингтур с левой стороны. Общее направление течения юго-западное.

## Данные водного реестра
По данным государственного водного реестра России относится к Верхнеобскому бассейновому округу, водохозяйственный участок реки — Обь от города Нефтеюганск до впадения реки Иртыш, речной подбассейн реки — Обь ниже Ваха до впадения Иртыша. Речной бассейн реки — (Верхняя) Обь до впадения Иртыша.
Код объекта в государственном водном реестре — 13011100212115200045860.